# Insulele Galápagos
Insulele Galápagos (în spaniolă Archipiélago de Colón, neoficial Islas Galápagos) sunt un grup de insule în Oceanul Pacific fiind administrate de către Ecuador.

## Date generale
Insulele Galápagos sunt situate la aproximativ 1.000 km depărtare de teritoriul continental al statului sud-american Ecuador. Oficial poartă denumirea de Archipiélago de Colón (arhipelagul lui Columb), însă sunt cunoscute ca Insulele Galápagos sau insulele țestoaselor.
Arhipelagul este de natură vulcanică. Se mai pot vedea cratere vulcanice pe unele dintre insule, cum ar fi pe Insula Isabela. Datorită izolării, s-a putut dezvolta o lume vegetală și animală aparte. Observațiile asupra faunei insulelor Galápagos l-au condus pe naturalistul englez Charles Darwin la cunoscuta teorie evoluționistă.
Insulele Galápagos din Oceanul Pacific sunt unele dintre cele mai izolate insule de pe glob. Izolarea lor a dus la dezvoltarea unei game largi de animale și plante neobișnuite și uneori unice care au avut un impact enorm în deslușirea evoluției biologice.
În Oceanul Pacific, la 1000 km vest de țărmul Americii de Sud, există un arhipelag unic de insule. Numite inițial Insulele Vrăjite, arhipelagul adăpostește o floră și o faună unică pe Pământ, acest ansamblu fiind numit cel mai mare laborator natural al evoluției speciilor. Această biodiversitate unică l-a inspirat pe naturalistul Charles Darwin să scrie Originea speciilor, o lucrare ce a transformat modul în care omenirea privea istoria și evoluția vieții pe Pământ. Arhipelagul este cunoscut azi sub denumirea de Insulele Galápagos.
Insulele Galápagos sunt situate la Ecuator și sunt dispersate pe o suprafață de aproape 60.000 km² din Oceanul Pacific. Arhipelagul este construit din 19 insule, dintre care 13, mai mari, variază ca suprafață de la 4.588 km², la 14 km². Cele 6 insule mai mici au o suprafață cuprinsă între 1–5 km². Pe lângă insulele principale există numeroase insulițe și stânci. Cea mai mare insulă din arhipelag este Insula Isabela care, cu o lungime de aproximativ 132 km, acoperă mai mult de jumătate din aria de uscat a Arhipelagului Galápagos. Muntele Azul de pe Insula Isabela este cel mai înalt punct al arhipelagului, cu o înălțime de 1.689 m. Astăzi 5 dintre insule sunt locuite, cu o populație de aproximativ 25.000 de locuitori, majoritatea cărora lucrează în industria turismului.

## Clima și vegetația

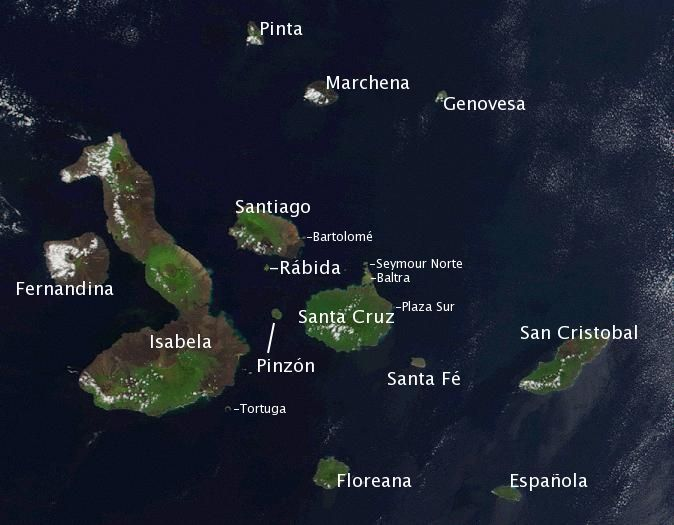
Imagine din satelit.

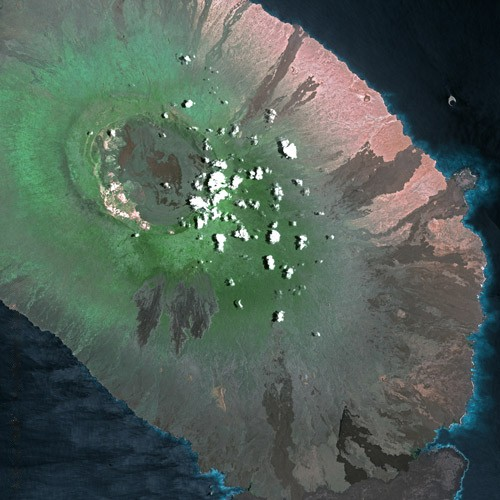
Insula Isabela, imagine din satelit.

Clima Insulelor Galápagos are două anotimpuri – sezonul ploios din ianuarie până în iulie, și cel secetos din iulie până în decembrie. Cea mai rece perioadă este cuprinsă între lunile mai și iulie, când temperaturile coboară la 18-20 °C. Fenomenul meteorologic El Nino care afectează regiunile din preajma Pacificului face ca precipitațiile anuale să fie imprevizibile și pot cauza secete sau ploi torențiale.
Insulele Galápagos au cea mai cunoscută anomalie climatică. Darwin începea descrierea Galápagosului cu următoarea remarcă: „Având în vedere că aceste insule sunt plasate exact sub Ecuator, clima este departe de a fi una excesiv de caldă”. În același paragraf, Darwin identifica principalul motiv pentru clima uscată și moderată a Galápagosului: „aceasta pare cauzată de temperatura joasă a apei înconjurătoare, adusă aici de Marele Curent Polar Sudic”, astăzi fiind cunoscut sub numele de Curentul Humboldt. Aducând un volum enorm de apă rece în nordul regiunii Antarctice, păstrează coasta vestică a Americii de Sud temperată și uscată. Pe măsură ce trece la nord de Peru, curentul Humboldt tinde să se unească cu curentul Ecuatorial care curge spre vest de-a lungul Pacificului, „îmbăind” Galápagosul în apă rece.
Mai este o cauză pentru climatul specific al Arhipelagului Galápagos, de care Darwin nu știa, și asta este ridicarea apei din adânc la suprafață, acest fenomen fiind produs de curenții oceanici și de vânturi. Deși cauza actuală este complexă, o explicație mai simplă ar fi următoarea: pe măsură ce apa curentului Humbolt se îndreaptă către vest, se împrăștie sau diverge. Cum apa este împrăștiată pe o suprafață mai mare, altă apă trebuie să vină de dedesubt, pentru a completa diferența.
Insulele au șase zone diferite de vegetație pe care cresc aproximativ 700 de specii de plante, dintre care 40% sunt endemice sau specifice doar acelei regiuni. Pe zona litorală, sau regiunea joasă de coastă, cresc plante ca mangrovele, care pot tolera conținutul ridicat de sare al apei marine. Deasupra zonei litorale se află o zonă aridă dominată de cactuși. Umiditatea crește cu altitudinea și deasupra pădurilor de cactuși giganți în formă de pară este zona de tranziție unde plantele aride se răresc și domină pădurile de plante perene. Pe insulele mai înalte, cum ar fi Isabela, pădurile fac loc vegetației de mare altitudine, în care domină arborele de mușchi Scalesia, endemic, și înfloresc abundent orhideele. La o altitudine și mai mare se află o zonă fără arbuști; doar insulele Santa Cruz și San Cristobal au o altitudine suficient de mare pentru această vegetație.

## Locuri fierbinți

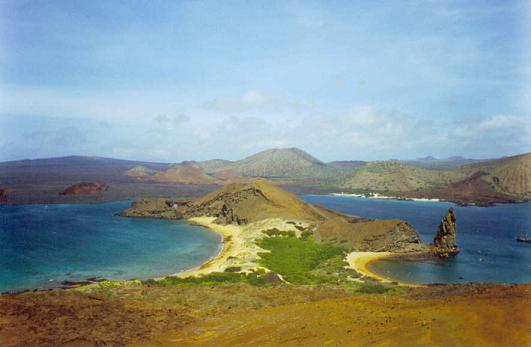
Insula Bartolomé

Multe din insulele vechi ale arhipelagului au dispărut sub suprafața oceanului. Au existat insule și mai vechi, dar ele au fost erodate de-a lungul a milioane de ani. Geologii au stabilit că insulele care sunt vizibile în prezent au vârste extrem de diferite. Formarea insulelor este explicată prin două teorii geologice principale. Conform teoriei plăcilor tectonice, crusta Pământului comprimă o serie de plăci dure de clivaj. Insulele Galápagos sunt situate pe placa Nazca care se îndepărtează de placa adiacentă Cocos. Odată cu deplasarea plăcii se deplasează și insulele și odată cu deplasarea Insulelor Galápagos spre sud-est acestea trec peste un "loc fierbinte". Conform acestei teorii, căldura provenită din locurile fierbinți devine periodic atât de intensă încât crusta Pământului se topește și provoacă erupții vulcanice suficient de puternice pentru a traversa platforma marină și a da naștere unor noi insule. Utilizând aceste două teorii, geologii consideră că insulele sud-estice ar fi cele mai vechi și cele din vest, ca insula Fernandina, ar fi cele mai tinere. Insulele sunt compuse din rocă bazaltică, care în formă topită este adesea mai fluidă decât alte tipuri de roci vulcanice. Acesta pentru că atunci când un vulcan erupe, bazaltul curge în valuri ondulate, creând vulcani cu pante ușor rotunjite.
Descoperind cum s-au format Insulele Galápagos, geologii au demonstrat că acestea au fost întotdeauna insule și nu s-au desprins din continentul sud-american. Aceasta a avut o importanță crucială în înțelegerea unicității florei și faunei din Galápagos și a absenței anumitor tipuri de animale.
Inițial, insulele au fost conglomerate golașe de rocă vulcanică în mijlocul oceanului. Fiecare specie de plante și de animale existente acum – multe fiind endemice acestor insule – a fost obligată să traverseze cel puțin 1000 km de ocean pentru a ajunge la destinație. Unele specii, în special păsările și animalele acvatice, probabil că au făcut singure această călătorie lungă. Altele, cum ar fi plantele și insectele, ar fi putut fi transportate de păsări, sub formă de grăunțe și larve. Oamenii de știință consideră că animalele mai mici și unele tipuri de plante care se mișcau liber. Când diferitele specii au ajuns pe insule, aici nu era competiție, astfel că supraviețuirea acestora era garantată. Lipsa oamenilor până relativ recent, la începerea erei turismului în Galápagos, a făcut ca speciile endemice să nu se teamă de oameni, acest fapt fiind o altă caracteristică unică a insulelor Galápagos. Animale ca șobolanii, porcii, caprele, câinii și pisicile sălbatice au fost aduse pe insule de către marinari și astăzi ele amenință speciile endemice.
Suprafața stâncoasă a insulelor trădează originea lor geologică. Insulele Galápagos sunt insule vulcanice formate din lava care s-a înălțat de pe platforma marină, cu 4-5 milioane de ani în urmă. În comparație cu vârsta Pământului, Insulele Galápagos sunt extrem de tinere și procesul de transformare continuă și astăzi. Activitatea vulcanică este continuă –cea mai recentă erupție vulcanică de amploare a avut loc pe Insula Fernandina în 2009.

## Fauna din Galápagos
a)Reptilele

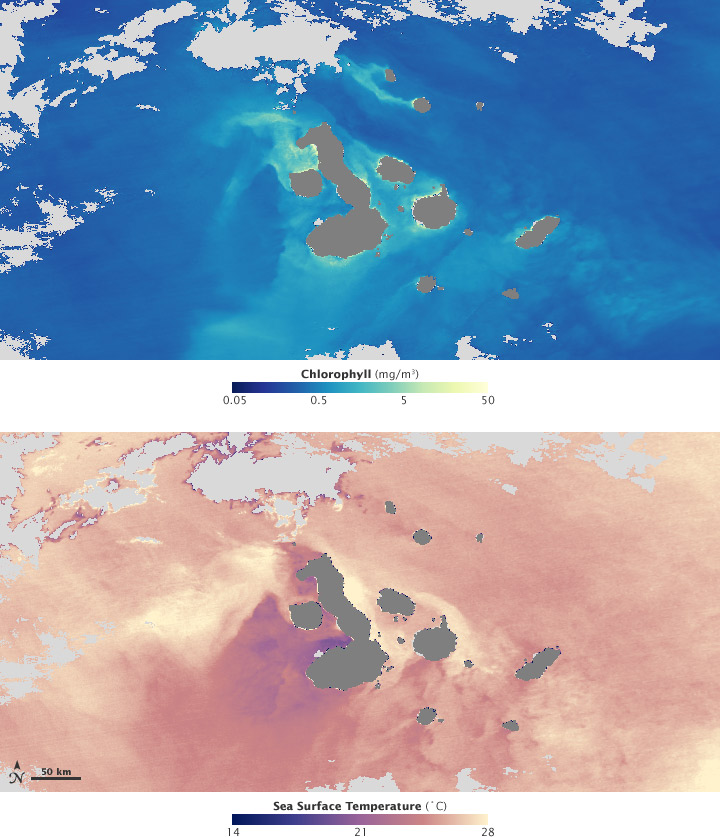
Imaginea de jos prezintă temperatura de la suprafața apei, apele reci de adâncime sunt colorate în mov. Populații înfloritoare de fitoplancton sunt indicate prin concentrații mari de clorofilă (imaginea de sus), de culoare verde și galben. Imagini dobândite la 2 martie 2009.

În Arhipelagul Galápagos, principalele specii de reptile sunt :
-țestoasele uriașe: Probabil cel mai faimos dintre toți locuitorii insulelor și cel de al cărui nume este legată denumirea arhipelagului, este țestoasa uriașă. Deși există o singură specie de țestoase uriașe, 14 subspecii, caracterizate prin forme diferite ale carapacei, au existat de-a lungul vremii pe aceste tărâmuri. Din păcate însă, trei din aceste subspecii au dispărut, în timp ce o alta mai are o singură țestoasă rămasă – „Singuraticul George”, de care se leagă speranțele salvării speciei.
-țestoasa marină verde de Pacific: Țestoasa marină verde de Pacific locuiește aici o parte din viața sa. Din noiembrie până în ianuarie, țestoase marine care se împerechează sunt adeseori observate înotând pe lângă țărm. Din decembrie până în iunie, femelele depun ouă pe plaje, lăsându-și puii ce vor ecloza pe cont propriu. Puținii pui ce vor reuși să ajungă la apă pot înota până la câteva mii de mile, însă se vor întoarce să-și facă cuibul pe aceleași plaje unde s-au născut. Întoarcerea țestoaselor marine și ritualul depunerii ouălor reprezintă și ele o atracție deosebită pentru turiștii curioși.
-iguanele: Există trei specii de iguană pe insule. Una din ele, iguana marină, este singura iguană din lume care își petrece o parte din viață în apă, găsindu-se pe țărmurile stâncoase de pe majoritatea insulelor. Pielea lor este de culoare neagră, însă în timpul împerecherilor, pielea masculilor capătă culori deschise. Ruda iguanei marine, iguana terestră , își petrece întreaga viață pe insule. Există două specii: iguana terestră de Galápagos și iguana terestră de Santa Fe. Iguanele terestre sunt în general mai mari decât iguanele marine și asemănătoare de la o specie la alta în ceea ce privește culoarea. Se hrănesc cu cactuși și locuiesc în zonele centrale ale insulelor, departe de țărmurile stâncoase unde își duc viața rudele lor.
b)Mamiferele
	 O categorie importantă de viețuitoare endemice din Galápagos o constituie mamiferele, în a cărei componență intră:
-foci și lei de mare: Acestea reprezintă cele mai de luat în seamă dintre puținele mamifere ce se găsesc pe aceste insule. Leul de mare de Galápagos este o subspecie a leului de mare de California și se distinge de focile obișnuite prin urechile ieșite în afară și prin faptul că își folosește înotătoarele frontale pentru a înota. Numărul acestora se estimează la aproximativ 50000 de indivizi. Deși pare tentant să te apropii pentru a face o poză reușită cu aceste creaturi adorabile, încălcarea teritoriului unui mascul dominant s-ar putea solda cu un comportament agresiv din partea acestuia, în ultima vreme raportându-se o creștere în agresivitatea acestor animale datorită invaziei teritoriale a omului. Foca cu blană de Galápagos este endemică Arhipelagului și este mai activă noaptea. Îi este caracteristic o blană subțire, strălucitoare, care a constituit un bun de valoare în timpul vânătorii pentru blănuri din anii 1800. Deși foca cu blană a fost cândva în pragul dispariției, populațiile de astfel de foci sunt acum complet refăcute.
-balene și delfini: În jurul insulelor există și câteva specii de balene. Printre ele sunt balena cu cocoașă, cașalotul și orca. Destul de comun este delfinul cu bot alungit. Aceștia nu sunt greu de găsit - trebuie doar să te uiți în jurul vasului cu care călătorești. Adoră să înoate în jurul ambarcațiunilor rapide.
c)Pești
	 Câteva sute de specii de pești circulă de jur împrejurul insulelor. Printre cele mai importante sunt peștele înger, peștele papagal sau peștele țepos.
-rechini: Probabil cel mai cunoscut dintre rechinii din acestă zona este rechinul ciocan, a cărui siluetă o poți observa oricând ondulându-se pe sub tine în timp ce înoți. Rechinul de Galápagos, specie endemică, și rechinul de recif sunt alte specii destul de întâlnite aici.
d)Păsări
	 Păsările reprezintă o mare comoară a arhipelagului, mai ales prin prisma faptului că una dintre speciile existente aici „a ajutat” la apariția Teoriei Evoluționiste. Printre speciile de păsări existente aici se numără:
-cinteze: Cintezele lui Darwin sunt unele din cele mai cunoscute specii din Arhipelagul Galápagos. Deși nu sunt foarte frumos colorate sau încântătoare la privire, semnificația istorică și științifică a cintezei este fascinantă. Darwin a observat mai multe specii în timpul vizitei sale pe insule. Deși le-a identificat din greșeală cu alte păsări, el a notat câteva diferențe între populații. Aceste variații fizice și de comportament l-au ajutat pe Darwin să formuleze teoria modernă a evoluției.
-șoimul de Galápagos: Singura pasăre de pradă endemică din Arhipelag este Șoimul de Galápagos. De culoare maro închis, aceștia pot fi observați planând deasupra a câteva dintre insule. În urmă cu mai mulți ani, șoimul de Galápagos a fost vânat și numărul lor a fost redus masiv. Astăzi, populația lor este în creștere.
-pescăruși: Există trei specii de pescăruși care își fac cuibul pe insule: pescărușul cu picioare albastre, pescărușul cu picioare roșii și pescărușul mascat. Cel mai des întâlnit este pescărușul cu picioare albastre, ale cărui picioare, față și cioc de culoare albastră au un rol foarte important în timpul dansurilor pentru împerechere. Pescărușul cu picioare roșii cuibărește doar pe câteva din insulele mai depărtate și mai mici, și este, din acestă cauză, mai puțin cunoscut de vizitatori. Cel mai mare dar și cel mai puțin colorat din cele trei specii este pescărușul mascat, a cărui față dar și vârfurile penelor sunt acoperite de pete de culoare neagră, contrastând cu albul imaculat de pe restul corpului.
-fregatele: Pirații din Galápagos sunt aceste păsări enorme, din care există două specii: fregata uriașă și fregata magnifică. Văzute în aer, aceste creaturi de forma unui pterodactil seamănă cu o creatură venită din vremea dinozaurilor. În timpul ritualurilor de împerechere masculii își umflă porțiunile de piele de culoare roșie din jurul gâturilor până ce acestea ajung ca niște baloane gigantice. Acest spectacol este extraordinar pentru fotografii veniți 
din toate colțurile lumii.
-pinguini: Pinguinii de Galápagos sunt o specie endemică a acestor insule și sunt cea mai nordică specie de pinguin din lume și singura specie de pinguin de la tropice. Sub apă, sunt la fel de grațioși ca orice pește dar pe uscat sunt extrem de rigizi și neîndemânatici.

## Știați că?
- Numele Galapagos provine de la cuvântul spaniol galápago, care se traduce prin „broască țestoasă”, și a fost atribuit insulelor de către exploratorul spaniol Fray Tomás de Berlanga
- În arhipelag există 13 specii de cinteze care sunt endemice
- Iguanele marine sunt singurele iguane de acest fel din lume
- Pinguinul de Galápagos este singurul pinguin tropical din lume
- Specia de cormoran care nu zboară este cea mai mare specie din cele 29 existente pe glob și singura care și-a pierdut abilitatea de a zbura
- 17% dintre speciile de pești din Galápagos sunt endemice
- Există în arhipelag 800 de specii de moluște, dintre care 18% nu se mai găsec în altă parte a globului
- În 1990, Galápagos a primit titlul de Sanctuar al Rechinilor și Balenelor
- Cetățenii altor țări pot sta în insule maximum 90 de zile fără să aibă nevoie de viză
- Doar patru dintre insule sunt locuite, acestea fiind: Isabela, Santa Cruz, Florena și San Cristobal
- Au avut loc mai mult de 60 de erupții vulcanice în ultimii 200 de ani
- Cea mai recentă erupție a avut loc în aprilie 2009
- Insulele se deplasează spre est, datorită mișcării plăcii Nazca pe care se află
- Insulele au fost descoperite accidental, în anul 1535, de către Părintele Tomas de Berlanga
- În anii 1930, câțiva coloniști au dispărut sau murit în mod misterios, caz nerezolvat, dar cunoscut sub numele de Afacerea Galapagos.[3]

## Galerie imagini

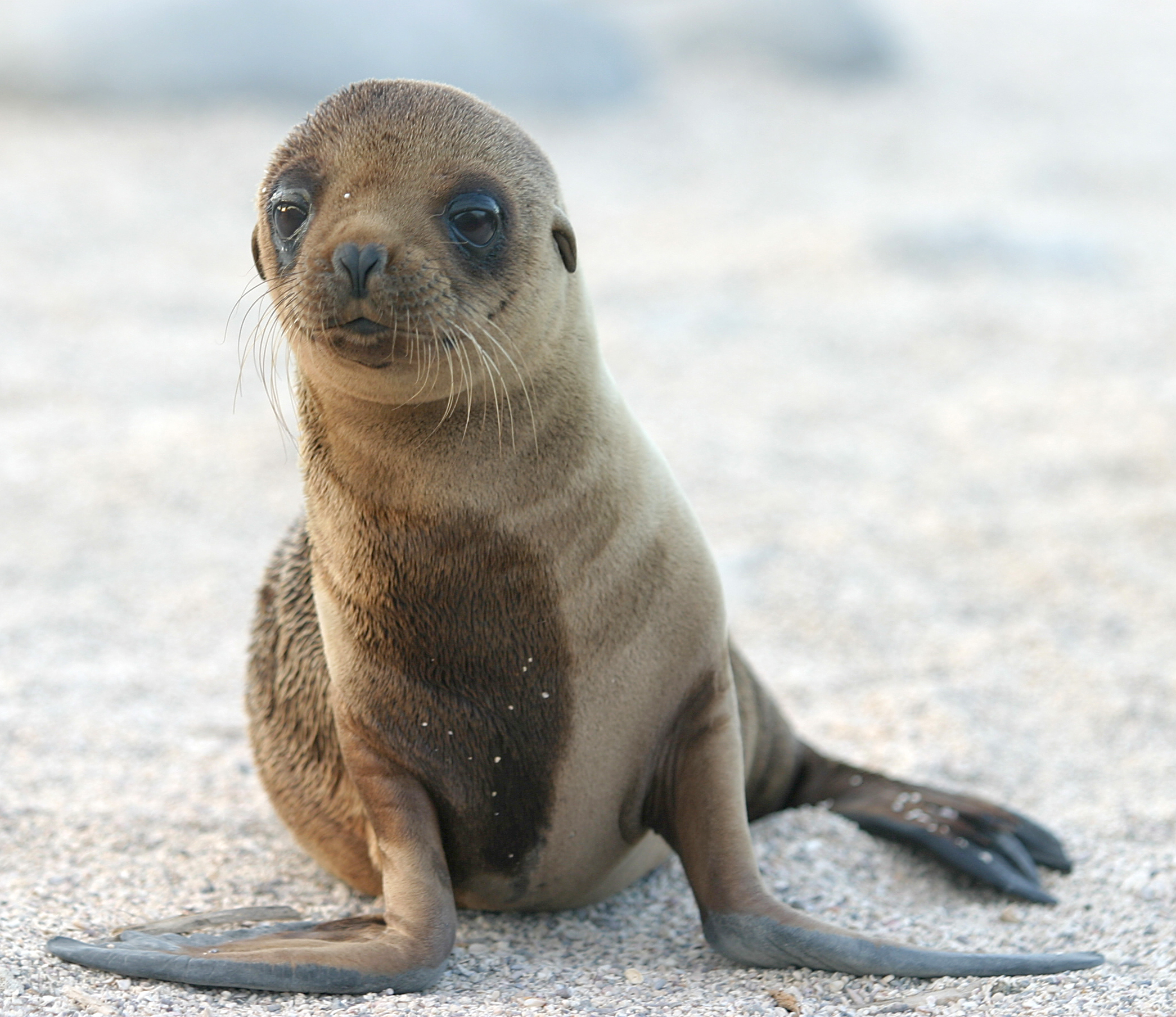
Leu de mare
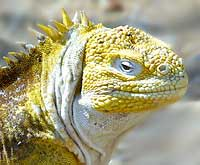
Iguană de câmp
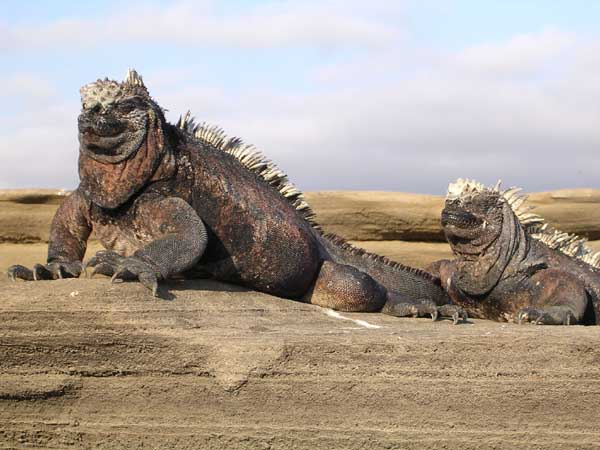
Iguană de mare
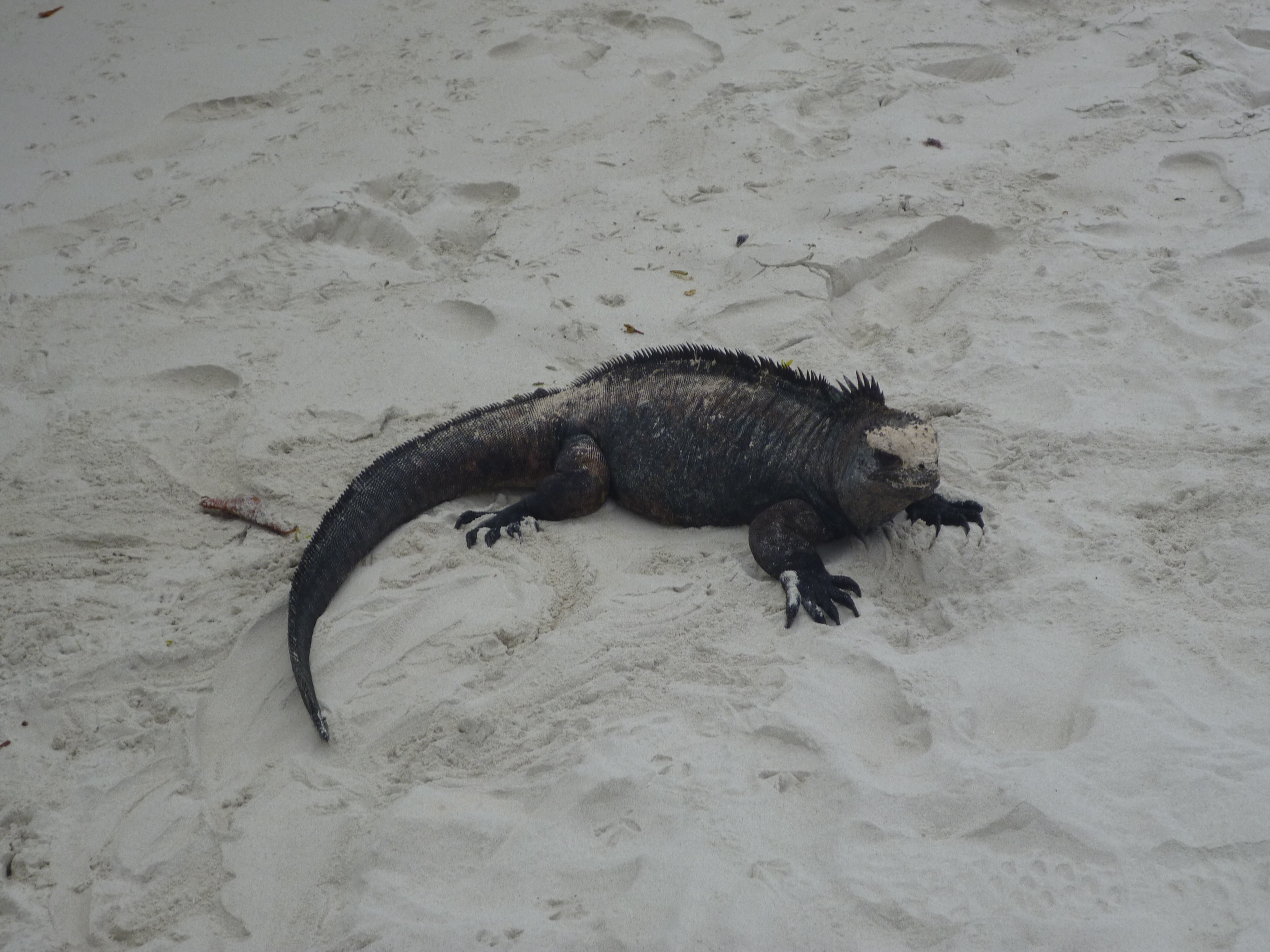
Iguană marină
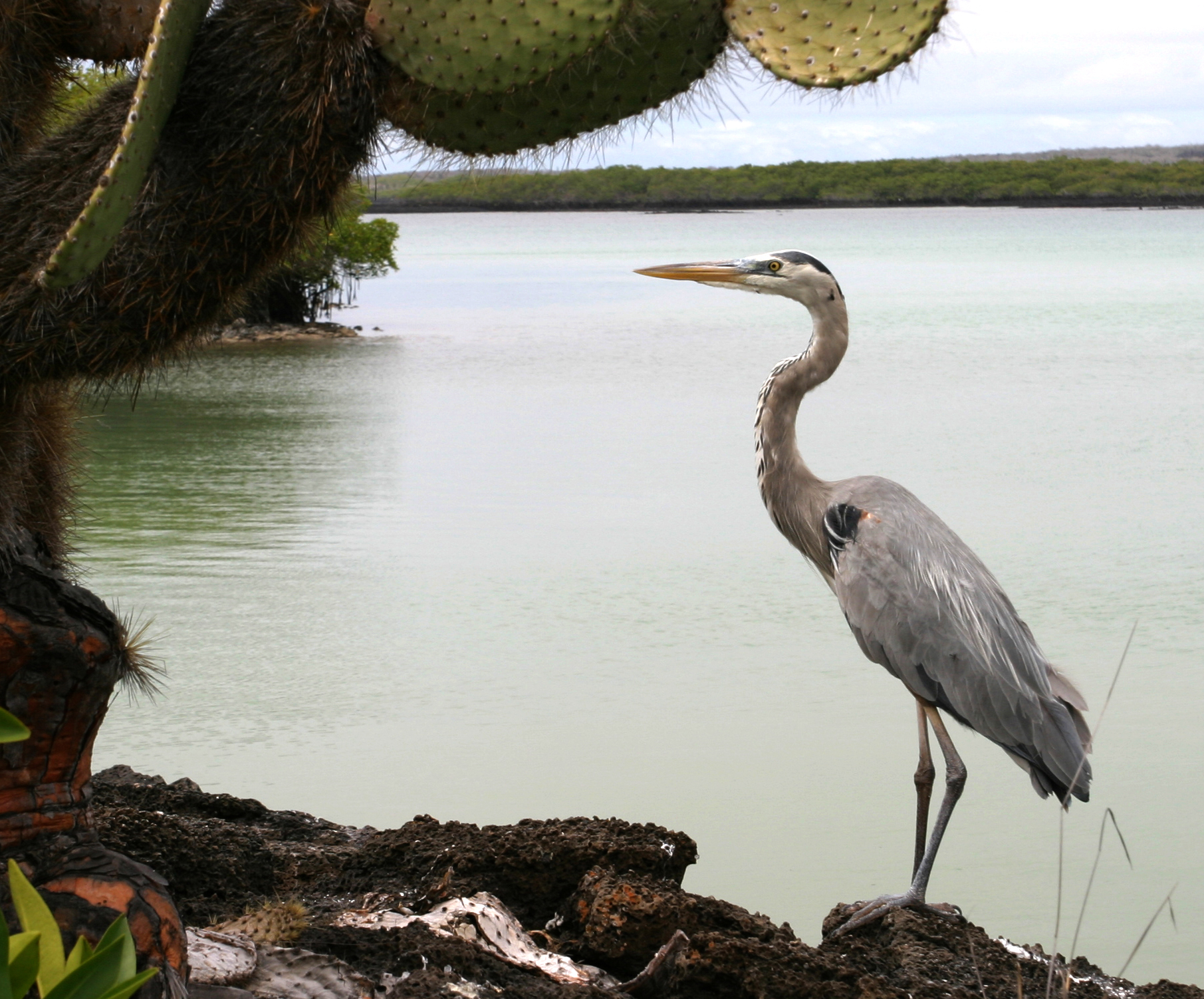
Egretă
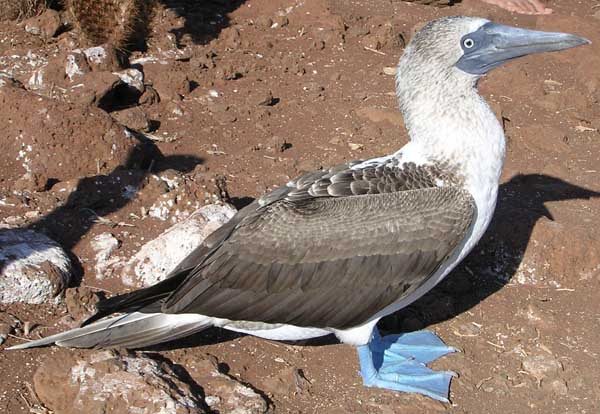
Pescăruș cu picioare albastre
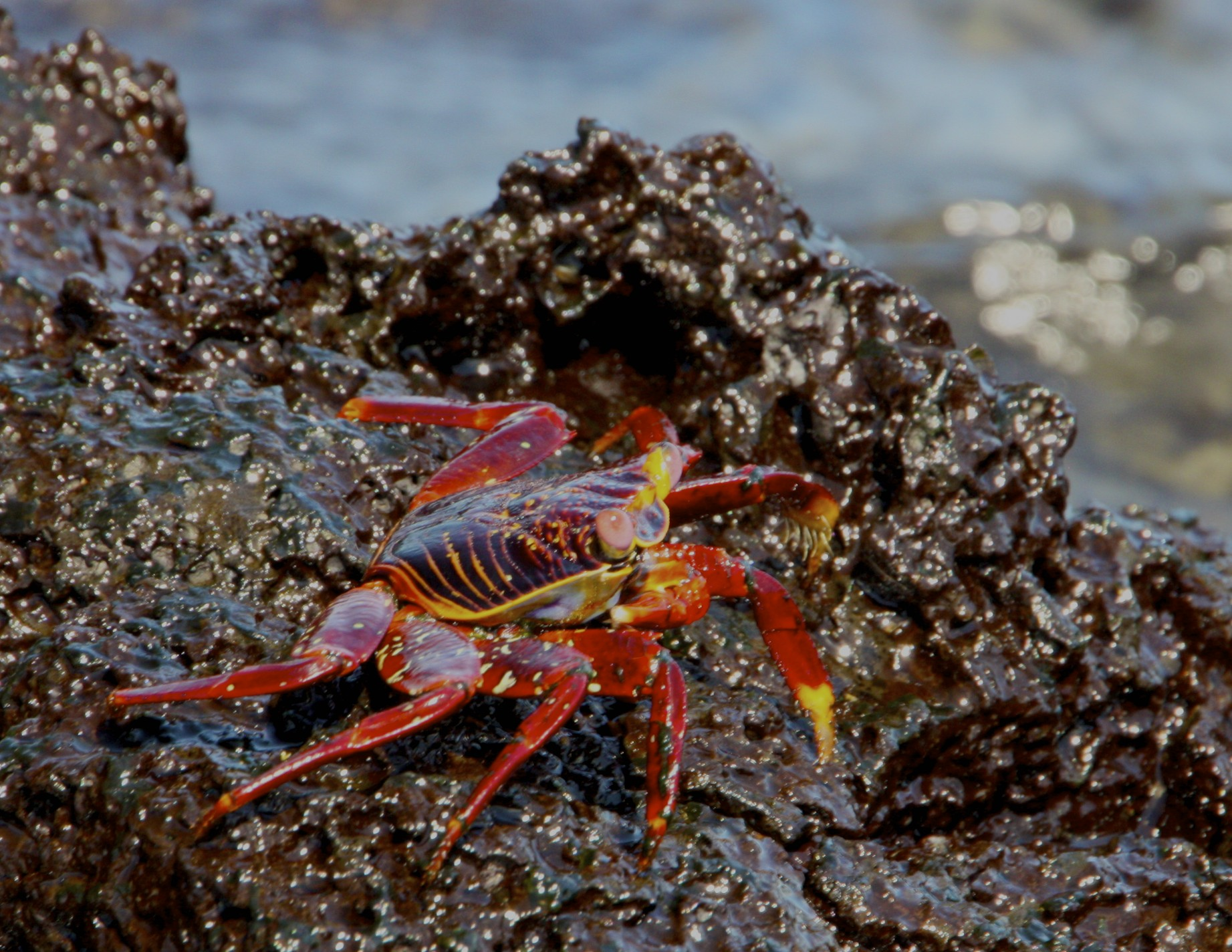
Crab
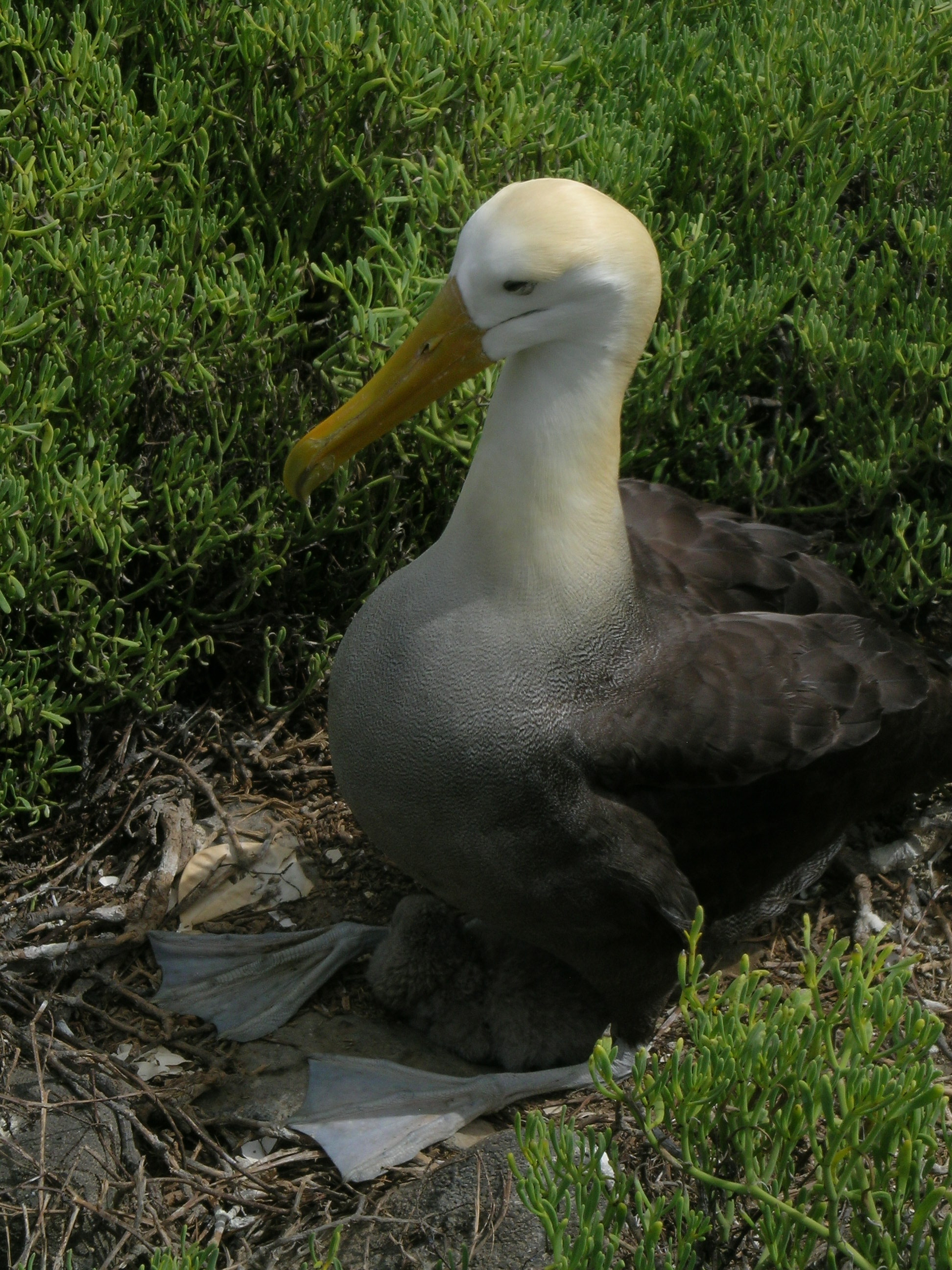
Albatros
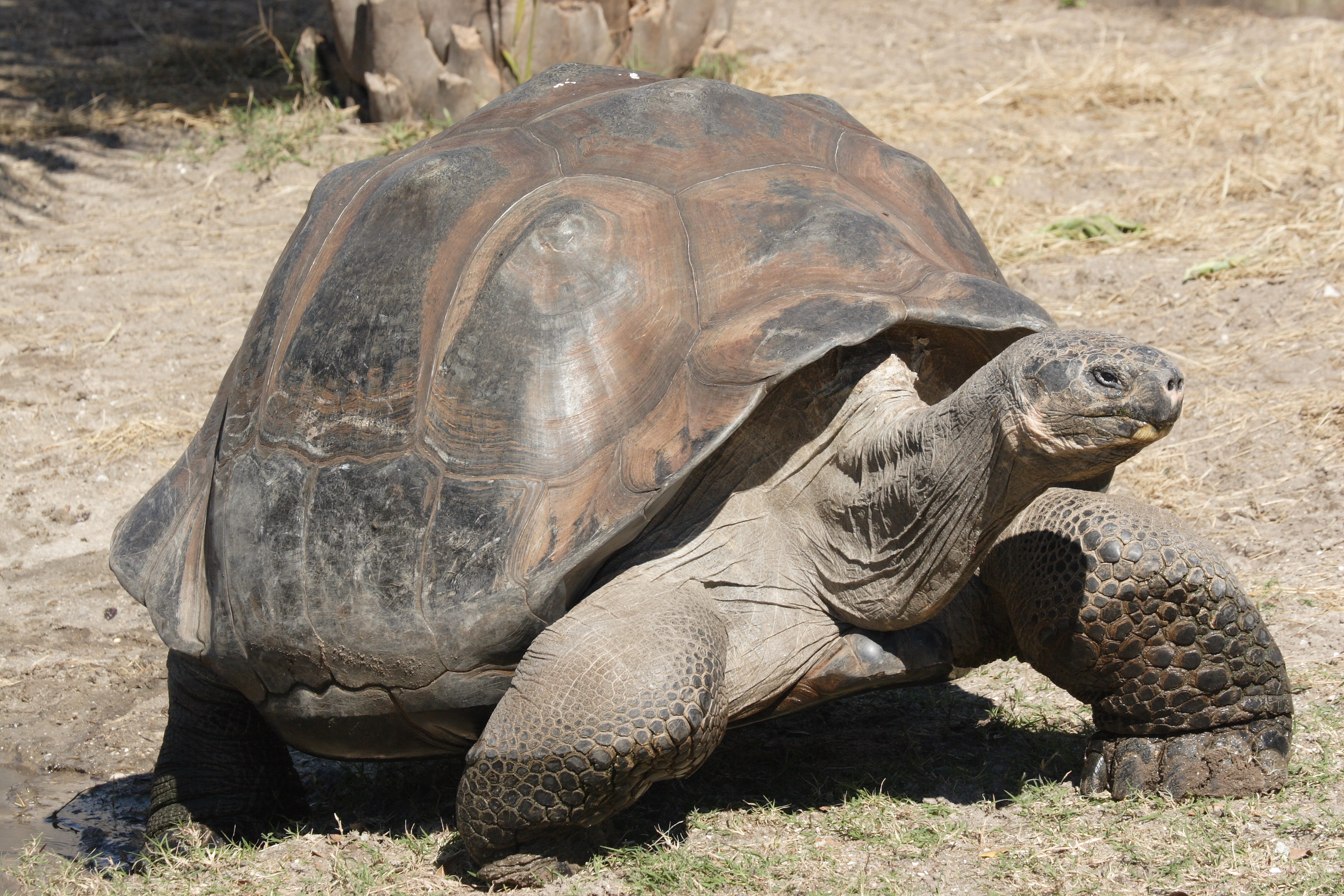
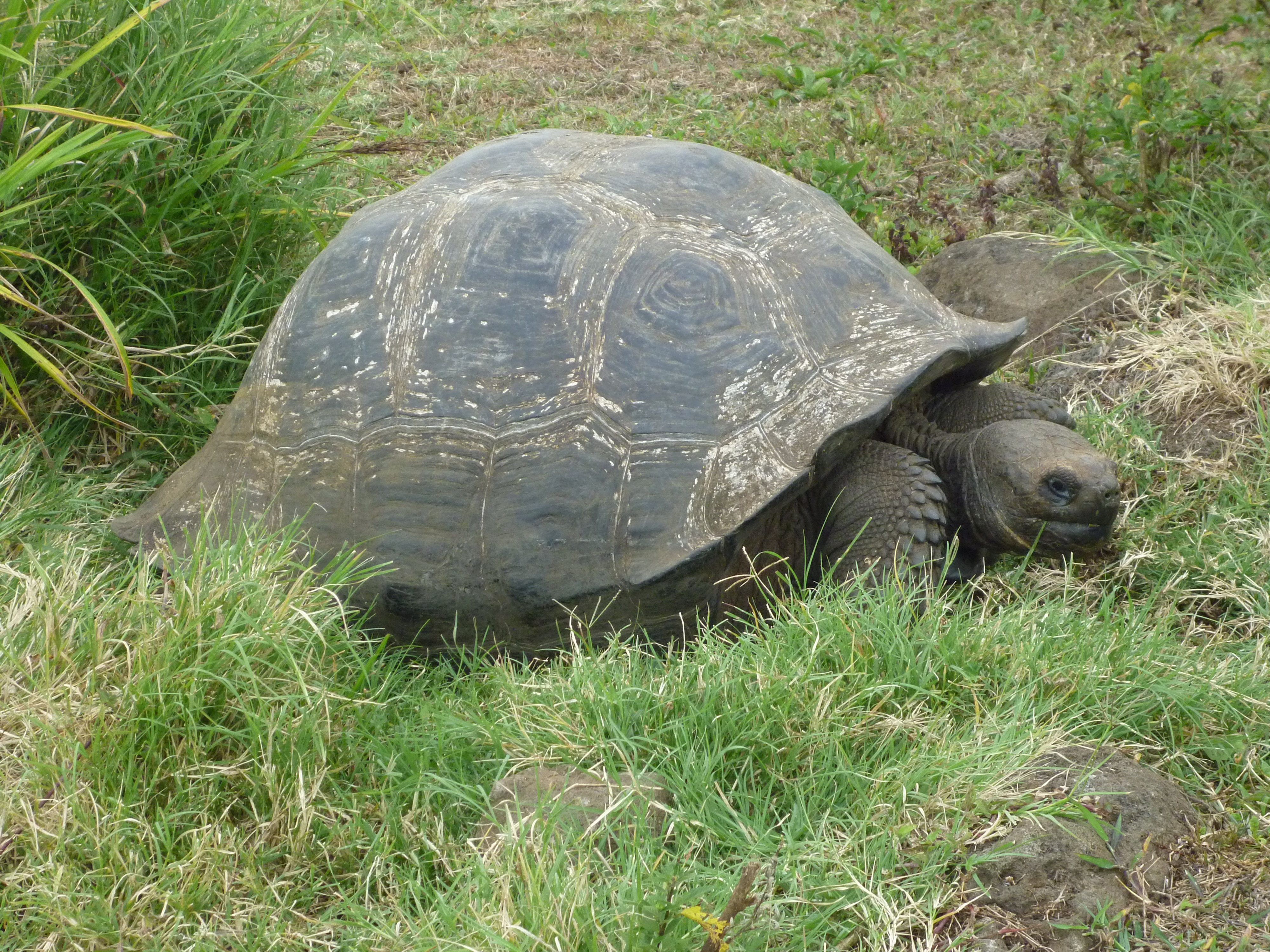
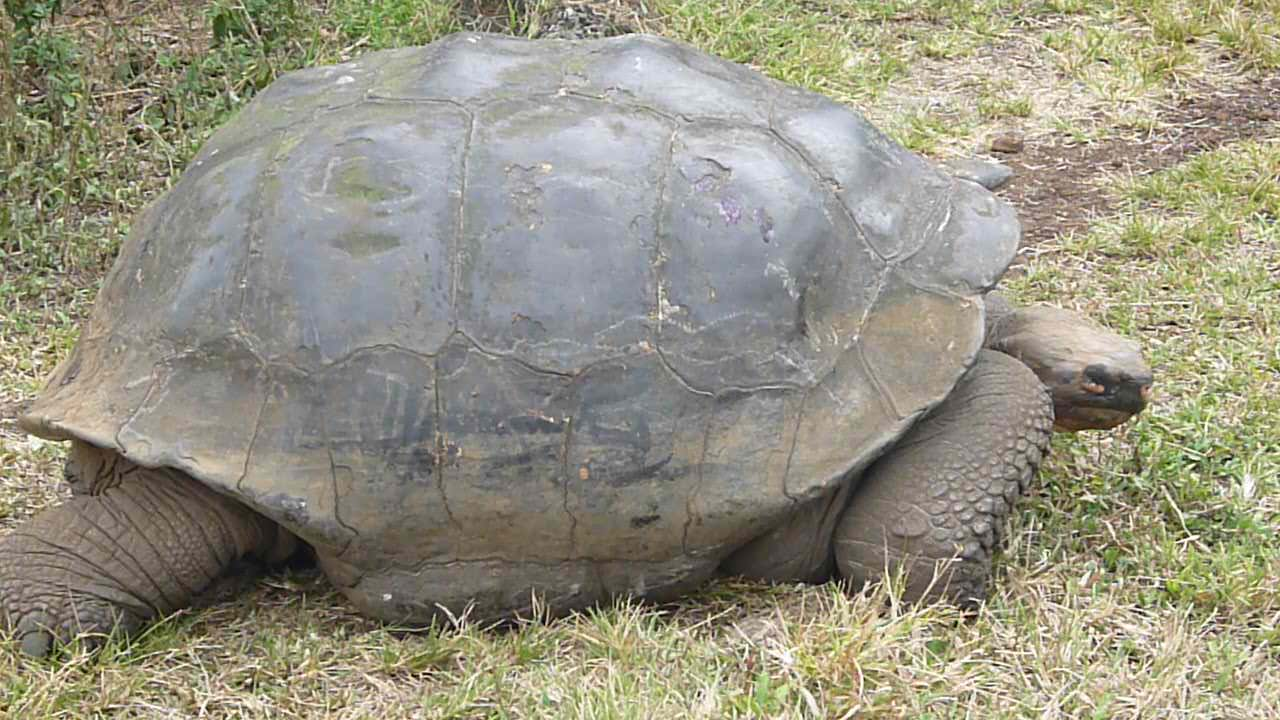
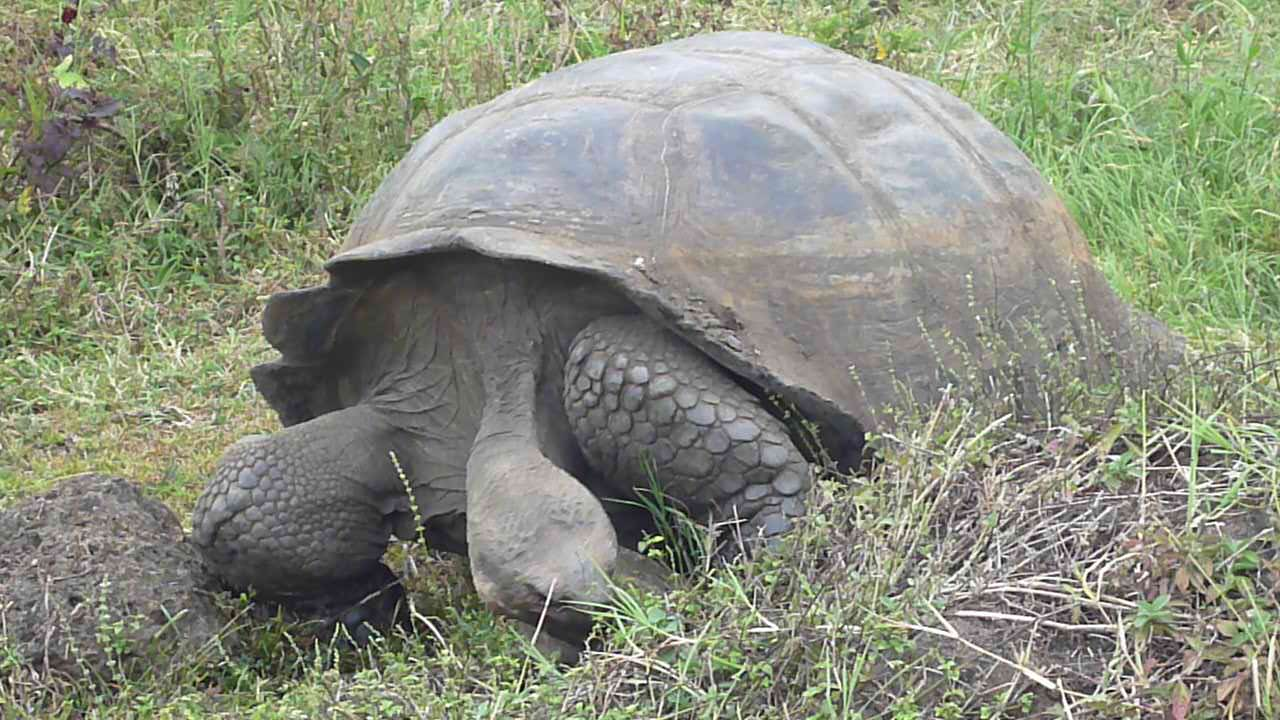
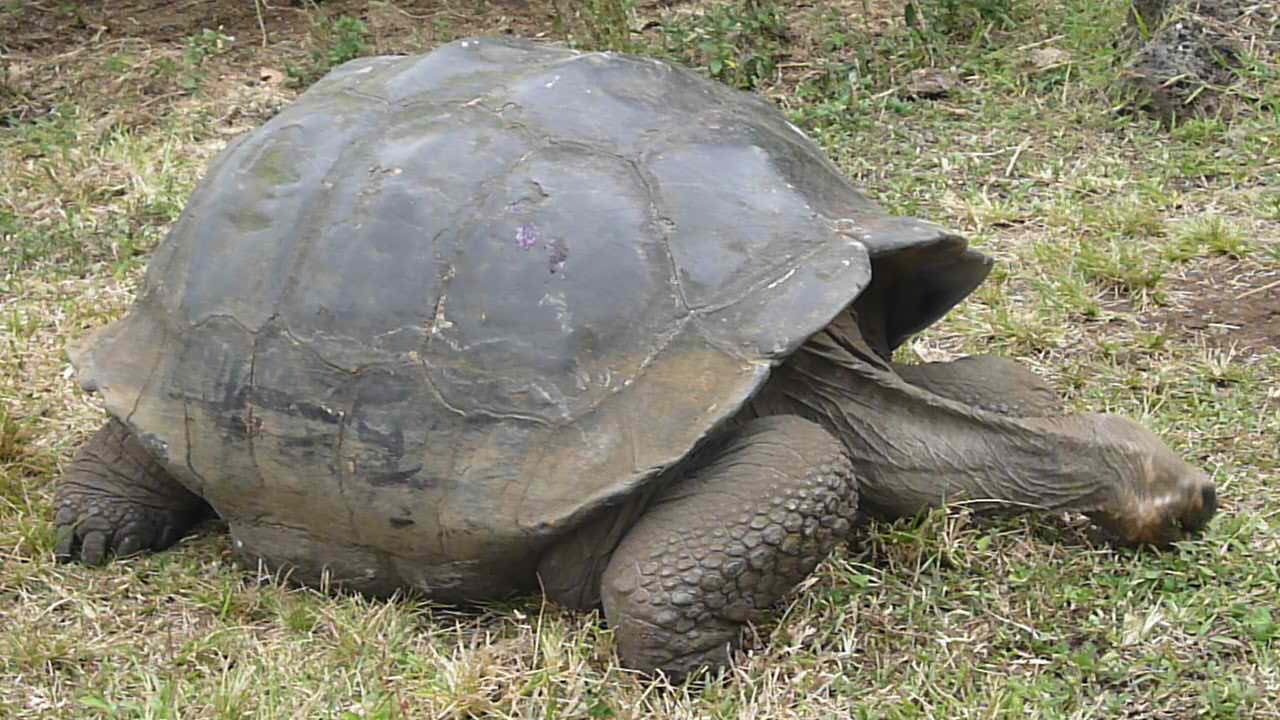
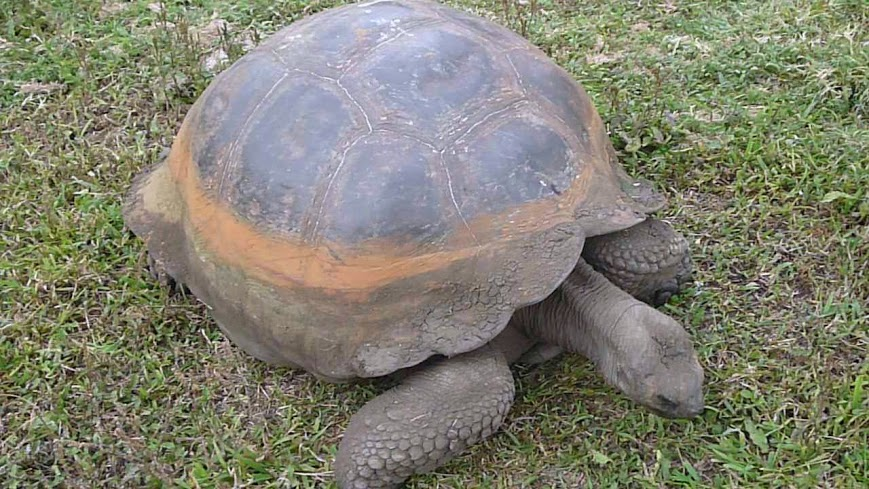
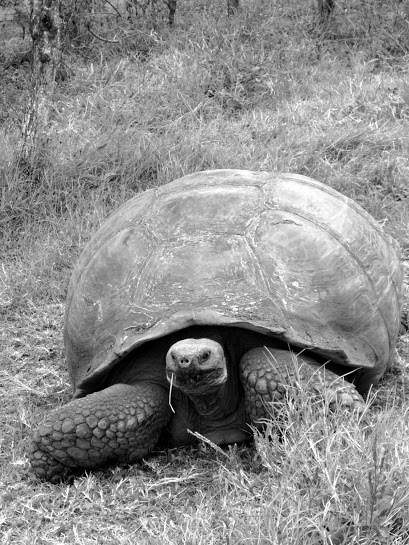